# Dipartimento di Santa Rosa (Catamarca)
Santa Rosa è un dipartimento argentino, situato nella parte orientale della provincia di Catamarca, con capoluogo Bañado de Ovanta.

## Geografia fisica
Esso confina con le province di Santiago del Estero e Tucumán e con i dipartimenti di El Alto e Paclín

## Società

### Evoluzione demografica
Secondo il censimento del 2001, su un territorio di 1.424 km², la popolazione ammontava a 10.349 abitanti, con un aumento demografico del 21,31% rispetto al censimento del 1991.

## Amministrazione
Nel 2001 il dipartimento comprendeva i seguenti comuni (municipios in spagnolo):
- Bañado de Ovanta
- Los Altos